# Носачка-листовидка
Носачка-листовидка, носачка звичайна (Libythea celtis Fuessly, 1782) — денний метелик, єдиний вид підродини носачки у фауні Європи й України.

## Опис
Губні полапки дуже довгі, в чотири рази довші за поздовжній вимір голови, вдвічі коротші за черевце. Розмах крил від 34 до 47 мм. Передні крила із широким випинанням на зовнішньому краї. Задні крила з півколовим випинанням на костальному краї. Крила зверху брунатно-бурі, з великими вохристими плямами. Біля костального краю переднього крила є невелика білувата пляма. Нижня поверхня задніх крил коричнево-сіра, з рисунком, що нагадує жилкування листка. Статевий диморфізм невиразний.

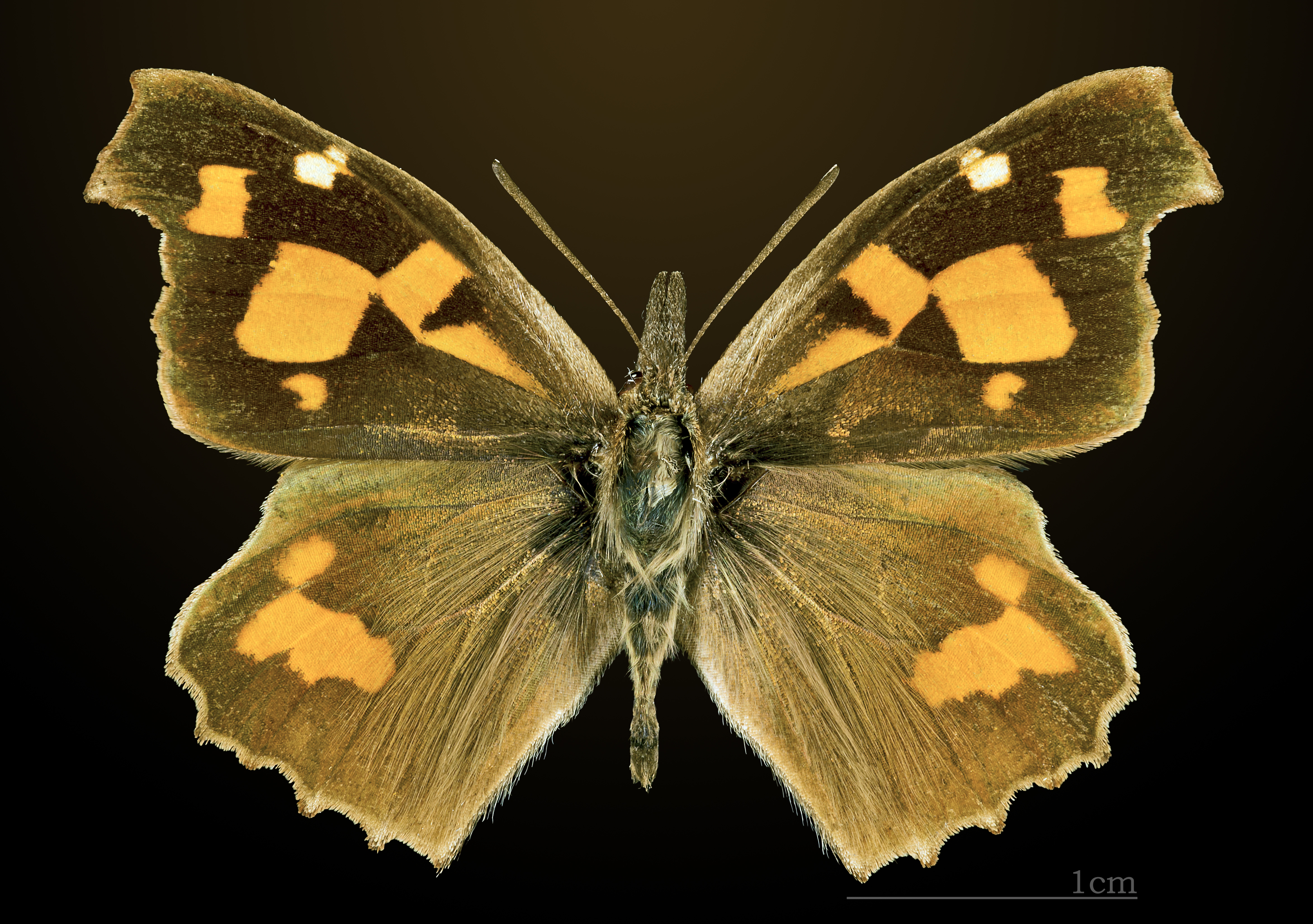
Носачка-листовидка
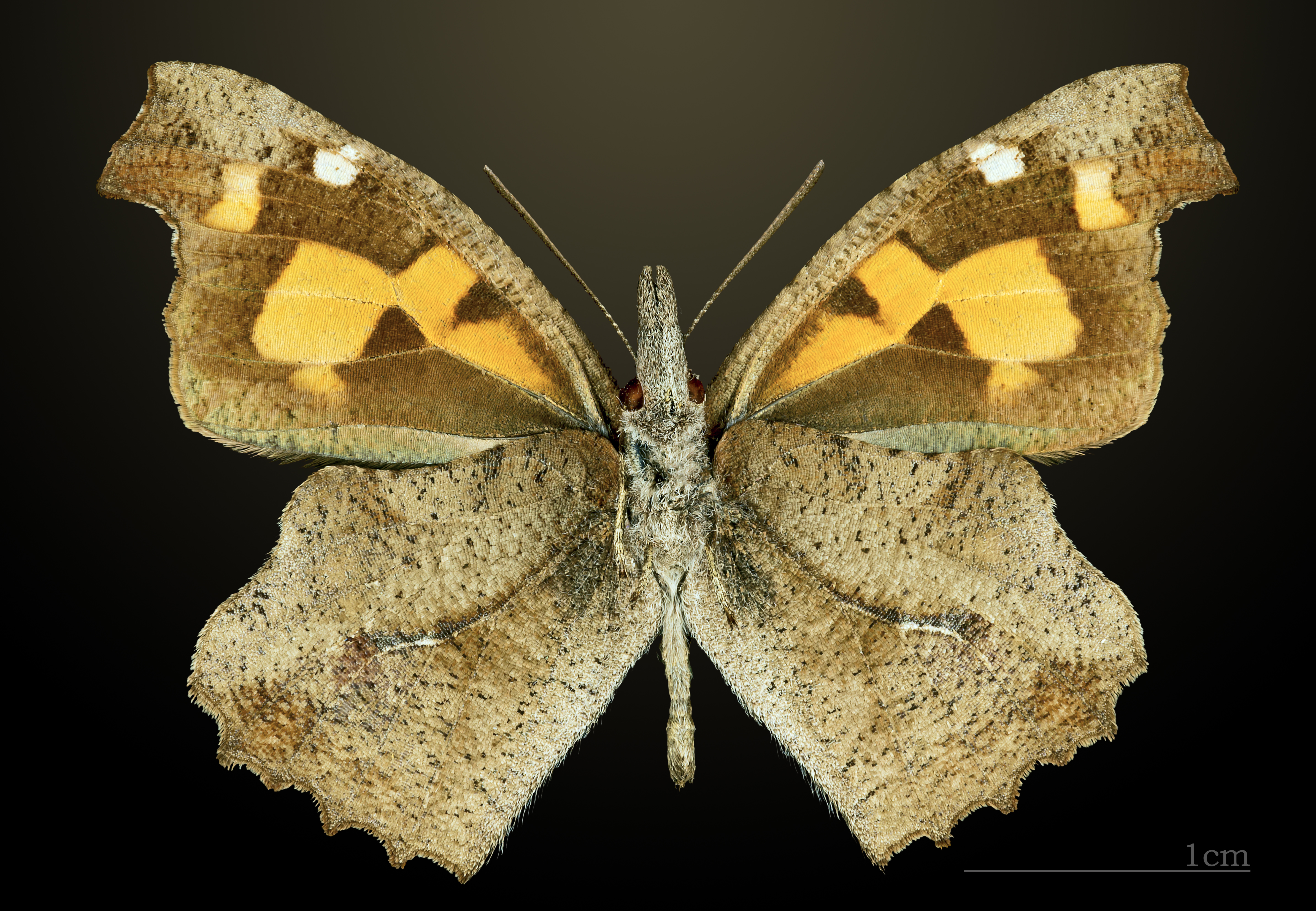
△ Носачка-листовидка

## Спосіб життя
Метелики вилітають у квітні — травні і зустрічаються весь теплий період року. Гусениця живиться на залізному дереві (Celtis australis). У залежності від висоти розвивається в одному чи двох поколіннях. Зимують метелики.

## Поширення
Зустрічається у Південній Європі, Північній Африці, помірному і субтропічному поясах Азії, Далекому Сході. В Україні відома лише з Криму: південних схилів Головного пасма, Південного берегу, яйли. Літає по узліссях і галявинах, ділянках з чагарниковою рослинністю.
У Словаччині у другій половині ХХ сторіччя спостерігали розширення ареалу метелика на північ.

## Охорона
Носачку-листовидку було занесено до другого видання Червоної книги України зі статусом рідкісний вид. Охоронялася у природних заповідниках гірського Криму.
З третього видання 2021 року носачку було виключено.

## Еволюція і генетика
2013 року було прочитано мітохондріальний геном носачки. Систематики виявили її філогенетично близькість до іншої підродини сонцевиків Calinaginae. Геном носачки містить 31 пару хромосом.